# Retrato do Velho

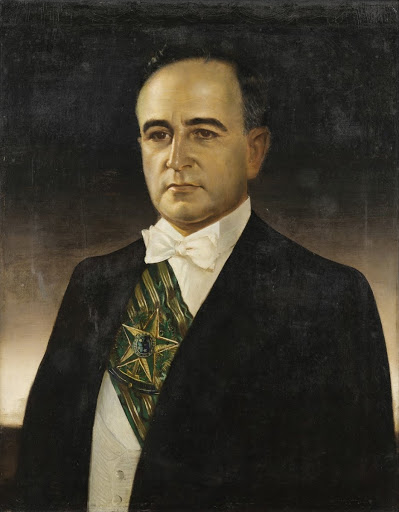
Getúlio Vargas, figura referenciada na letra da marcha carnavalesca

Retrato do Velho foi uma música usada na comemoração da vitória de Getúlio Vargas na eleição presidencial de 1950, que o traria de volta ao cargo de Presidente da República depois de seis anos do fim do Estado Novo, sendo sucesso no carnaval de 1951. A letra da marchinha, composta por Haroldo Lobo e Marino Pinto, fazia referência ao fato de Getúlio ter determinado que as repartições públicas tivessem o retrato do Presidente na parede, que então voltariam a ter seu retrato caso houvesse sucesso dele no pleito, como de fato aconteceu. Foi interpretada por Francisco Alves. Conta-se que Vargas não gostou de ser chamado de velho.

## Letra
Bota o retrato do velho outra vez
Bota no mesmo lugar
Bota o retrato do velho outra vez
Bota no mesmo lugar

O sorriso do velhinho faz a gente trabalhar
O sorriso do velhinho faz a gente trabalhar

Eu já botei o meu
E tu, não vais botar?
Já enfeitei o meu
E tu, vais enfeitar?
O sorriso do velhinho faz a gente se animar
O sorriso do velhinho faz a gente se animar